# Phasmyalea pellucida
Phasmyalea pellucida är en fjärilsart som beskrevs av Turner 1947. Phasmyalea pellucida ingår i släktet Phasmyalea och familjen säckspinnare. Inga underarter finns listade i Catalogue of Life.